# Chirols
Chirols település Franciaországban, Ardèche megyében. Lakosainak száma 270 fő (2022. január 1.). Chirols Juvinas, Meyras, Pont-de-Labeaume, Saint-Pierre-de-Colombier és Vals-les-Bains községekkel határos.

## Népesség
A település népességének változása:
| Lakosok száma | 358  | 273  | 223  | 256  | 263  | 257  | 241  | 236  | 234  | 270  |
|               | 1968 | 1982 | 1990 | 2006 | 2013 | 2015 | 2017 | 2019 | 2020 | 2022 |